# یاعلی (موشک)
یاعلی (موشک) موشک کروز زمینیِ ایرانی است با بُرد ۷۰۰ کیلومتر که توسط هوافضای سپاه پاسدران انقلاب اسلامی ساخته شده است. شلیک این موشک، از روی سکوهای زمینی می‌باشد، و دارای قابلیت پرتاب از روی هواپیما نیز است.

## افتتاح
موشک یاعلی اولین موشک زمینی کروز ساخت سپاه پاسداران می‌باشد. امیرعلی حاجی‌زاده فرمانده نیروی هوافضای سپاه پاسداران انقلاب اسلامی، پیرامون موشک افتتاح شدهٔ کروز «موشک یا علی» که در زمان بازدید فرمانده کل قوای کشور سید علی خامنه‌ای از نمایشگاه دستاوردهای نیروی هوافضای سپاه، از آن رونمایی شد، بیان داشت:
«این یک موشک کروز زمینی است که توسط هوافضای سپاه ساخته شده و علاوه بر آن، کروز زمینی دیگری نیز در وزارت دفاع ساخته شده است.» این موشک، جزو اولین موشکهای کروز (زمینی) ساخت ایران با بُرد هفتصد کیلومتر است. موشک یاعلی، جدای از قابلیت پرتابِ آن از روی سکوهای ساحلی-شناورها، دارای امکان پرتاب از روی مدلهای مختلفی از هواگردها یعنی جنگنده‌ها، بالگردها و پهپادها می‌باشد که این مطلب سبب افزایش قابل توجهِ بُرد آن می‌گردد.

## موشکهای مشابه
علاوه بر موشک یاعلی، صنعت دفاعی جمهوری اسلامی ایران در سالهای گذشته چندین مدل از این موشکها را --در عرصه دریایی-- با بُردهای گوناگون تولید کرده است. موشک‌های کوتاه بُرد «نصر»، «کوثر»، «ظفر» و همچنین موشک «نور» دارای بُرد ۱۲۰ کیلومتر، موشک «قادر» با بُرد ۲۰۰ کیلومتر و موشک «قدیر» با بُرد ۳۰۰ کیلومتر از جملهٔ موشک‌های کروز دریایی ساخت جمهوری اسلامی ایران می‌باشند.